# Squatters (film, 2014)
Pour plus de détails, voir Fiche technique et Distribution.
Squatters est un film américain réalisé par Martin Weisz et sorti en 2014.

## Fiche technique
- Titre original : Squatters
- Réalisation : Martin Weisz
- Scénario : Justin Shilton
- Musique :
- Production :
- Société(s) de production :
- Société(s) de distribution :
- Budget :
- Pays d'origine :  États-Unis
- Langue originale : anglais
- Durée : 106 minutes
- Dates de sortie : 2014

## Distribution
- Thomas Dekker : Jonas Trumball
- Gabriella Wilde : Kelly Tanner
- Luke Grimes : Michael Silverman
- Nancy Travis : Carol Silverman
- Richard Dreyfuss : David Silverman
- Gia Mantegna : Stephanie Silverman
- Andrew Howard : Roland